# Radula santacruziana
Radula santacruziana là một loài rêu trong họ Radulaceae. Loài này được K. Yamada & Gradst. mô tả khoa học đầu tiên năm 1991.